# Brannenburger Künstlerkolonie
Die Brannenburger Künstlerkolonie war im 19. Jahrhundert eine Künstlerkolonie in Brannenburg am Fuße des Wendelsteins in Bayern.
Das Inntal um Brannenburg bot den Malern des ausgehenden 18. und 19. Jahrhunderts alle Möglichkeiten zur künstlerischen Betätigung. Bei ihren Ausflügen von München in das Gebirge stießen sie auf eine Gegend, welche mit der Ebene vor dem Inntal begann und mit dem weiten Talkessel bei Kufstein endet. Unverfälschte Natur, urwüchsige Bewohner, ein durch die Tallage ganz spezielles Licht und preiswerte Unterkünfte, das war es, was die Künstler erleben wollten – in der Gegend um Brannenburg fanden sie es. Da blieb kein Wunsch nach einem geeigneten Motiv unerfüllt für Maler aller Gattungen: Landschafts-, Genre- und Tiermaler.

## Entdeckung des Künstlerortes
Noch bevor das später so bewunderte Barbizon in München bekannt wurde, war es der Historiker Lorenz von Westenrieder (1748–1829), der die Gegend um Brannenburg als geeigneten Ort für Landschaftsmaler entdeckt hat. Gemäß seinen Tagebuchaufzeichnungen besuchte er 1780 das Schloss Brannenburg als Gast von Maximilian V. Graf von Preysing-Hohenaschau. In seinem Aufsatz „Über den Zustand der Künste in Bayern“ schrieb Westenrieder im gleichen Jahr: 

„Wir haben hier die herrlichsten Gegenden, und so ganz romantische Landschaften in Bayern, dass ich versichert bin, die größten Künstler, wenn sie selbe jemals gesehen hätten, würden sich freuen, ihr Talent hier zu üben, und ihre Werke, worin sie das Schönste der Natur sammeln, zu bereichern. Auch zweifle ich nicht, dass dies noch geschehen, und dass ein Ausländer kommen werde, seinen Namen durch das, woraus wir uns wenig zu machen scheinen, zu verherrlichen.“

 Als erster Künstler besuchte der Maler und spätere Galeriedirektor Johann Georg von Dillis das Inntal bei Brannenburg. Künstlerische Arbeiten aus den Jahren 1788, 1791 und 1796 bezeugen dies. Seinen Empfehlungen folgend fanden sich ab diesem Zeitpunkt namhafte Vertreter der Münchner Landschaftsmalerei in der Gegend ein: Cantius Dillis, Simon Warnberger, Wilhelm von Kobell, Max Josef Wagenbauer, Johann Jakob Dorner der Jüngere, Carl Rottmann, Ludwig Neureuther und viele andere mehr.
Von Jahr zu Jahr nahm der Zustrom an Künstlern zu, die sich in Brannenburg am Fuße des Wendelsteins, nahe der Biber als geologischer Besonderheit mitten im Tal, der Ruine Falkenstein in Fußmarsch-Entfernung sowie vor den markanten Bergstöcken Heuberg und Kranzhorn ihre Motive suchten.

## Künstlerkolonie (1840–1860)
Mit den Dresdener Malern Albert und Maximilian Zimmermann kamen um 1840 Künstler nach Brannenburg, die in München eine Schule für Landschaftsmalerei betrieben und sich mit ihren Schülern in den Sommermonaten zur Ausbildung nach Brannenburg begaben. Durchaus möglich, dass August Seidel einer von ihnen war. Etliche 1840 datierte Zeichnungen und Aquarelle aus der Brannenburger Umgebung unterstützen diese Vermutung. So kann ab diesem Zeitpunkt von einer Kolonie gesprochen werden, da sich die Künstler einen Ort ausgesucht hatten, an dem sich intensiv vor der Natur üben, abends trefflich diskutieren, feiern und sogar Theater spielen ließ. Somit handelt es sich bei der Brannenburger Künstlerkolonie um eine der frühesten in Deutschland.
Die Künstler quartierten sich in den örtlichen Gasthöfen, bei Bauern, Müllern und auf den benachbarten Almen ein. Zu diesen sind Eduard Schleich der Ältere und Carl Spitzweg zu zählen.
Mit zu den bekanntesten Vertretern gehörte in den Jahren um 1860 Wilhelm Busch, der in der Umgebung von Brannenburg ausführlich gezeichnet hat. Mehrere Brannenburger Skizzenbücher sind erhalten. Busch weilte mit Vertretern der Künstlervereinigung „Jung-München“ in Brannenburg, die diese Künstlerkolonie zu ihrem Sommerdomizil erkoren hatten.
Auch vom Schweizer Landschaftsmaler Johann Gottfried Steffan ist bekannt, dass er in Brannenburg Malschüler um sich hatte.
Insgesamt haben sich nachweislich etwa 400 Künstler im 19. Jahrhundert in Brannenburg aufgehalten. Von einer Brannenburger Künstlerkolonie kann man für den Zeitraum von 1840 bis 1860 sprechen. Zeitgenossen berichteten über das Leben der Maler im Schloss-Gasthof. Beispielhaft erwähnt sei die Schilderung des Malers Karl Raupp [8].
Leider ist die Chronik der Brannenburger Künstlerkolonie verloren gegangen. Dies ist der Schilderung Einstiges Künstlerleben in Brannenburg von G. A. Horst aus dem Jahre 1861 zu entnehmen. 

## Brannenburger Kulturspaziergang
Die Neue Brannenburger Künstlerkolonie mit Künstlern aus der Region hat als Hommage an die Maler von einst und als Forum für das eigene Schaffen den Brannenburger Kulturspaziergang mit 11 Stationen und vielen Anekdoten zusammengestellt.

## Maler der Kolonie (Auszug)
- Benno Adam
- Fritz Bamberger
- Hans Beckmann
- Johan Christoffer Boklund
- Anton Braith
- Heinrich Bürkel
- Wilhelm Busch
- Otto Frölicher
- Carl Haefner
- Carl Irmer
- Albert Kappis
- Johann Adam Klein
- Julius Lange
- Frederic Lee Bridell
- Friedrich August de Leuw
- Adolf Heinrich Lier
- Christian Mali
- Friedrich Maurer
- Eduard Merk
- Paul Mohr
- Christian Morgenstern
- Julius Noerr
- Eduard Peithner von Lichtenfels
- Ferdinand Piloty
- Theodor Pixis
- Heinrich Pöppel
- Carl Raupp
- Julius Rollmann
- Carl Rottmann
- Wilhelm Scheuchzer
- Wilhelm Schirmer
- Eduard Schleich der Ältere
- Theodor Schüz
- Ludwig Sckell
- August Seidel
- Carl Spitzweg
- Johann Gottfried Steffan
- Friedrich Voltz
- Albert Zimmermann
- Max Zimmermann